# Drosophila alladian
Drosophila alladian är en tvåvingeart som beskrevs av Burla 1954. Drosophila alladian ingår i släktet Drosophila och familjen daggflugor.
Artens utbredningsområde är Centralafrika.